# General intellect
General intellect (engl. für „allgemeines Wissen“, „allgemeinen Verstand“) ist ein von Karl Marx geprägter Begriff für das allgemeine Wissen in seiner gesellschaftlichen Funktion als unmittelbare Produktivkraft. Er wird in der vom Postoperaismus ausgehenden gegenwärtigen Diskussion um die postfordistische Industriegesellschaft gebraucht.
Nach Marx äußert sich die Entwicklung des general intellect in einer kapitalistischen Gesellschaft sowohl in der Produktion von Industriegütern als Fixem Kapital als auch in der Kontrolle über den gesellschaftlichen Lebensprozess.

## Verwendung bei Marx
Marx gebraucht den englischen Ausdruck nur an einer Stelle im Maschinenfragment des Manuskriptes Grundrisse der Kritik der politischen Ökonomie (1857–1859), wo er schreibt:
„Die Natur baut keine Maschinen, keine Lokomotiven, Eisenbahnen, electric telegraphs, selfacting mules etc. Sie sind Produkte der menschlichen Industrie; natürliches Material, verwandelt in Organe des menschlichen Willens über die Natur oder seiner Betätigung in der Natur. Sie sind von der menschlichen Hand geschaffne Organe des menschlichen Hirns; vergegenständlichte Wissenskraft. Die Entwicklung des capital fixe zeigt an, bis zu welchem Grade das allgemeine gesellschaftliche Wissen, knowledge, zur unmittelbaren Produktivkraft geworden ist und daher die Bedingungen des gesellschaftlichen Lebensprozesses selbst unter die Kontrolle des general intellect gekommen und ihm gemäß umgeschaffen sind. Bis zu welchem Grade die gesellschaftlichen Produktivkräfte produziert sind, nicht nur in der Form des Wissens, sondern als unmittelbare Organe der gesellschaftlichen Praxis; des realen Lebensprozesses.“

## Ursprung
Nach Matteo Pasquinelli übernahm Marx den Ausdruck general intellect aus William Thompsons Buch An Inquiry Into the Principles of the Distribution of Wealth von 1824. Laut Pasquinelli verschwindet das Konzept im Zuge der Entwicklung von den  Grundrissen zum Kapital, wo es durch den Begriff des kollektiven Arbeiters oder Gesamtarbeiters ersetzt wird.